# Rot-Weiß Lüdenscheid
Rot-Weiß Lüdenscheid (abgekürzt: RWL) ist der größte Fußballverein in Lüdenscheid im Märkischen Kreis. Spielstätte ist seit 1972 das Stadion Nattenberg im Südwesten der Stadt. Von 1977 bis 1981 spielten die Lüdenscheider in der 2. Bundesliga Nord. Seit dem Abstieg im Jahr 2024 tritt Rot-Weiß in der Kreisliga A an.

## Geschichte
Die Ursprünge des Vereins gehen auf den Lüdenscheider Fußball-Klub 08, der am 17. Oktober 1908 gegründet wurde, zurück. Der heutige Verein entstand am 1. Juli 1971 durch Fusion der Sportfreunde Lüdenscheid und des RSV Höh.

### Stammverein Sportfreunde Lüdenscheid
Der Lüdenscheider Fußball-Klub 08 fusionierte am 12. Dezember 1918 mit dem FC Preußen Lüdenscheid und dem Spielverein Lüdenscheid zum VfB Lüdenscheid. Der Spielverein wiederum entstand 1910 durch Fusion der Vereine Viktoria Lüdenscheid und Hohenzollern Lüdenscheid. Am 31. Juli 1919 schloss sich der VfB dem Lüdenscheider Turnverein von 1861 an, bevor die Fußballabteilung am 17. Februar 1924 als Sportfreunde 08 eigenständig wurde. Sportlich schafften die Sportfreunde 1952 den Aufstieg in die Landesliga, die seinerzeit höchste westfälische Amateurliga. Vier Jahre später verpassten sie die Qualifikation für die neu geschaffene Verbandsliga Westfalen und blieben bis zur Fusion Landesligist.

### Stammverein RSV Höh
Fusionspartner RSV Höh wurde am 6. Mai 1910 als FC Fortuna Höh gegründet. Im Jahr 1919 fusionierte dieser zunächst mit dem Ballspielverein Lüdenscheid zum RSV Höh-Lüdenscheid, bevor sich dieser im gleichen Jahr dem Höher SV anschloss. Schon im folgenden Jahr 1920 spaltete sich die Fußballabteilung als RSV Höh-Lüdenscheid wieder ab. Sportlich waren die Höher erfolgreicher als die Sportfreunde. 1966 stieg der RSV erstmals in die Verbandsliga Westfalen auf und avancierte zur sportlichen Nummer eins in Lüdenscheid. Nach dem Abstieg im Jahr 1969 gelang der sofortige Wiederaufstieg, so dass Rot-Weiß Lüdenscheid 1971 in der höchsten Amateurliga Westfalens an den Start gehen konnte.

### Fusion und zwei Aufstiege (1971 bis 1977)
Verstärkt mit dem ehemaligen Bundesligaspieler Jürgen Schütz wurden die Lüdenscheider 1973 Meister ihrer Verbandsligastaffel. Das Endspiel um die Westfalenmeisterschaft im neutralen Lünen ging mit 1:2 gegen den VfB 03 Bielefeld verloren. Erfolgreicher war die Mannschaft von Trainer Werner Nagerski in der Aufstiegsrunde zur Regionalliga West. Durch ein 4:2 am letzten Spieltag gegen Union Ohligs gelang den Lüdenscheidern der Aufstieg in die Zweitklassigkeit. In der folgenden Regionalligasaison 1973/74 wurde RWL Zehnter und schlug unter anderem Borussia Dortmund mit 2:1. Dennoch wurde die Qualifikation für die neu geschaffene 2. Bundesliga verpasst, da die Lüdenscheider in der Fünfjahreswertung zu wenig Punkte gesammelt hatten.
Schon 1976 war der Aufstieg in die 2. Bundesliga in greifbarer Nähe. Am letzten Spieltag verpasste RWL nach einer 2:3-Heimniederlage gegen den SV Holzwickede die Staffelmeisterschaft, für die ein Unentschieden gereicht hätte. Durch die Niederlage war ein Entscheidungsspiel um die Staffelmeisterschaft nötig geworden, das im Ischelandstadion in Hagen der SV Holzwickede ebenfalls mit 3:2 gewann. Die Lüdenscheider konnten erst ein Jahr später feiern. Unter Trainer Klaus Hilpert wurde die Mannschaft zunächst Staffelsieger und setzte sich dann in den Endspielen um die Westfalenmeisterschaft deutlich gegen den SVA Gütersloh (6:2, 0:2) durch. In der Aufstiegsrunde zur 2. Bundesliga konnten die Lüdenscheider vorzeitig den Aufstieg klarmachen, worauf in der Stadt laut Kicker-Sportmagazin die „Bürgersteige rot-weiß angemalt wurden“.

### 2. Bundesliga (1977 bis 1981)
Die Aufstiegssaison 1977/78 verlief nach holprigem Start erfolgreich. Toni Burghardt löste in der Winterpause Klaus Hilpert als Trainer ab und führte RWL auf Platz 13. Mit 5.708 Zuschauern erreichten die Lüdenscheider den höchsten Besucherschnitt der Vereinsgeschichte. Doch schon in der folgenden Saison 1978/79 brach die Euphorie in sich zusammen. Die Lüdenscheider wurden Vorletzter und stellten mit 106 Gegentoren die schlechteste Abwehr. Tiefpunkte der Saison waren ein 1:8 bei Bayer 04 Leverkusen und ein 2:9 beim SC Viktoria Köln. Während RWL sich schon auf die neue Saison in der Oberliga Westfalen vorbereitete, gab es für den Verein ein unerwartetes Comeback.
Konkurrent Westfalia Herne musste nach dem ersten Spieltag der Saison 1979/80 seine Lizenz zurückgeben, nachdem dessen Hauptsponsor Goldin Konkurs angemeldet hatte. Der DFB ließ Rot-Weiß Lüdenscheid daraufhin in die 2. Bundesliga nachrücken. Trotz des verspäteten Starts in die Zweitligasaison konnte die Mannschaft als Tabellensechzehnter die Klasse halten. Nach der Zusammenlegung der Bundesligen Nord und Süd und der damit verbundenen Reduzierung von 40 auf 20 Vereine stieg RWL in der Saison 1980/81 in die Oberliga Westfalen ab. Mit einem 2:2 bei der SG Wattenscheid 09 verabschiedeten sich die Lüdenscheider aus dem Profifußball.

### Oberligajahre (1981 bis 1994)
Mit einem 2:0-Finalsieg über den 1. FC Paderborn sicherten sich die Lüdenscheider 1982 den erstmals ausgespielten Westfalenpokal. Ein Jahr später verteidigte die Mannschaft den Titel durch einen 2:0-Sieg nach Verlängerung über den SC Herford. In der Meisterschaft lieferte sich RWL in der Saison 1982/83 ein spannendes Rennen mit Eintracht Hamm-Heessen. Beide Vereine beendete die Saison mit derselben Punktzahl und Tordifferenz. Am Ende wurden die Hammer aufgrund der höheren Zahl erzielter Tore Meister. Die Lüdenscheider nahmen an der deutschen Amateurmeisterschaft teil, wo sie in der ersten Runde am 1. FC Bocholt scheiterten.
In den folgenden Jahren rutschten die Lüdenscheider zunächst ins Mittelmaß ab und kämpften dann gegen den Abstieg. 1988 stieg die Mannschaft als abgeschlagener Tabellenletzter in die Verbandsliga ab. Zwei Jahre später gelang der Wiederaufstieg. 1992 belegte RWL aufgrund der schlechteren Tordifferenz gegenüber der SpVg Beckum einen Abstiegsplatz, profitierte aber vom Rückzug des ASC Schöppingen aus der Oberliga. Ein Jahr später musste RWL dann erneut den Gang in die Verbandsliga antreten; auch das Endspiel um den Westfalenpokal gegen die SpVgg Erkenschwick wurde mit 1:3 verloren. 1994 schaffte die Mannschaft den direkten Wiederaufstieg in die Oberliga, die nach der Wiedereinführung der Regionalliga nur noch viertklassig war.

### Niedergang (seit 1994)
Die Rückkehr in die Oberliga verlief erfolgreich und RWL belegte in der Saison 1994/95 den vierten Platz. Doch es war nur ein kurzes Aufbäumen, denn schon zwei Jahre später stiegen die Lüdenscheider als Vorletzter erneut in die Verbandsliga ab. Der direkte Wiederaufstieg wurde als Tabellendritter verpasst. Nach einem weiteren dritten Platz in den Spielzeiten 2000/01 und 2002/03 ging es für den Verein sportlich bergab. 2006 stiegen die Lüdenscheider in die Landesliga ab. Drei Jahre später musste der Verein den Gang in die achtklassige Bezirksliga antreten. Am letzten Spieltag reichte ein 4:3-Sieg beim TuS Stockum nicht für den Klassenerhalt, da die direkten Konkurrenten ihre Spiele ebenfalls gewannen.
Im Jahre 2016 wurde Rot-Weiß Vizemeister hinter dem FSV Gerlingen, scheiterte aber in der ersten Runde der Aufstiegsrunde mit 0:1 am FC Neuruhrort. Drei Jahre später wurden die Lüdenscheider erneut Vizemeister, dieses Mal hinter der SpVg Hagen. In der ersten Runde der Aufstiegsrunde verloren die Rot-Weißen mit 1:4 gegen den SCV Neuenbeken. Erst im Jahre 2020 gelang der Wiederaufstieg in die Landesliga. Diese konnte für drei Jahre gehalten werden, ehe es wieder runter in die Bezirksliga ging. 2024 folgte der Abstieg in die Kreisliga A.

### Rot-Weiß Lüdenscheid im DFB-Pokal
Zehnmal nahmen die Lüdenscheider am DFB-Pokal teil. Dabei erreichte die Mannschaft dreimal die zweite Runde. In der Saison 1974/75 schlug die Mannschaft zunächst den TSV Klein-Linden und verlor dann mit 3:5 gegen Eintracht Braunschweig. 1982/83 setzte sich RWL zunächst im Wiederholungsspiel gegen den Freiburger FC durch und unterlag dann in Runde zwei dem SV Darmstadt 98. Ein Jahr später schlugen die Lüdenscheider zunächst den SSV Ulm 1846 und scheiterten dann bei der SpVgg Fürth. Prominentester Pokalgegner war in der Saison 1978/79 der 1. FC Köln, der vor 13.000 Zuschauern in Lüdenscheid mit 4:1 gewann. Den bislang letzten DFB-Pokalauftritt hatte RWL in der Saison 1993/94, als die Mannschaft in der zweiten Runde dem FC Augsburg mit 0:2 unterlag.

## Erfolge
- Westfalenmeister: 1977
- Meister der Verbandsliga Westfalen 2: 1973, 1977, 1990
- Westfalenpokalsieger: 1982, 1983

## Persönlichkeiten

### Spieler
- Jürgen Boduszek
- Gerhard Busch
- Hubert Clute-Simon
- Markus Dworrak
- Uwe Helmes
- Reiner Hollmann
- Jörg Horn
- Rainer Joachimsmeier
- Elmar Jürgens
- Josef „Jupp“ Koitka
- Roland Kosien
- Günter Kuczinski
- Frank Kunkel
- Manfred Lopatenko
- Lars Marten
- Hans-Jürgen Offermanns
- Dimitrios Pappas
- Helmut Reiners
- Ferdinand Rohde
- Paul Scheermann
- Roger Schmidt
- Wolfgang Schmitt
- Jürgen Schütz
- Dirk van der Ven
- Peter Vollmann
- Josef Votava
- Klaus „Bobby“ Wischnewski
- Klaus Wolf
- Reinhold Wosab

### Trainer
- Klaus Hilpert (1977)
- Toni Burghardt (1977–1978)
- Herbert Burdenski (1978–1979)
- Werner Schumacher (1979–1980)
- Günter Luttrop (1980)
- Gerd vom Bruch (1980–1985)
- Reinhold Mathes (198?)
- Peter Vollmann (1993–1995)

## Stadion
Spielstätte ist das Stadion Nattenberg, das Stadion 1972 mit einer Kapazität von 17.000 Plätzen eröffnet wurde. Mittlerweile ist das Fassungsvermögen auf 7.102 Plätze geschrumpft. In dem Stadion fanden zwei Spiele des DFB-Ligapokals statt. Außerdem war es Spielort der Frauen-Europameisterschaft 1989 und der Weltmeisterschaft 2006 der Menschen mit Behinderung.